# War Nurse (film)
Pour l’article homonyme, voir War Nurse.

La guerre des femmes (War Nurse) est un film de guerre pré-Code américain réalisé par Edgar Selwyn et sorti en 1930.

## Synopsis
Au début de la Première Guerre mondiale, de nombreuses Américaines, de tous horizons, se rendent en France pour devenir infirmières. Parmi eux, Babs, infirmière-chef, qui devient le centre d'attention de Wally O'Brien, un aviateur américain engagé dans l'armée française ; Joy, fille choyée d'un riche Américain, qui éprouve de grandes difficultés à s'adapter à son environnement ; et Kansas, une enseignante campagnarde studieuse et naïve, constamment étonnée par les horreurs de la guerre et les agissements des infirmières de l'hôpital d'urgence.

## Fiche technique
- Réalisation : Edgar Selwyn
- Scénario : Joseph Farnham, Becky Gardiner
- Photographie : Charles Rosher
- Montage : William LeVanway
- Genre : Drame, film de guerre[2]
- Distributeur : Metro-Goldwyn-Mayer
- Durée : 79 minutes
- Date de sortie : 
  - États-Unis : 22 novembre 1930

## Distribution
- Robert Montgomery : Lieutenant Wally O'Brien
- Anita Page : Joy Meadows
- June Walker : Barbara "Babs" Whitney
- Robert Ames : Lieutenant Robin "Robbie" Neil
- ZaSu Pitts : Cushie, une infirmière
- Marie Prevost : Rosalie Parker
- Helen Jerome Eddy : Marian, aka "Kansas"
- Hedda Hopper : Mrs. Townsend
- Edward J. Nugent : Lieutenant Frank Stevens
- Martha Sleeper : Helen
- Michael Vavitch : le médecin
- John Miljan : l'officier médecin français (non crédité)
- Loretta Young : une infirmière (non créditée)
- Sandra Ravel : la chanteuse française (non créditée)